# نادي الخليج العربي
نادي الخليج العربي الرياضي هو فريق كرة قدم عراقي مقره في البصرة، يلعب في الدوري العراقي الدرجة الثانية.

## روابط خارجية
- أندية العراق - تواريخ التأسيس
- اتحاد أندية البصرة